# KVMスイッチ

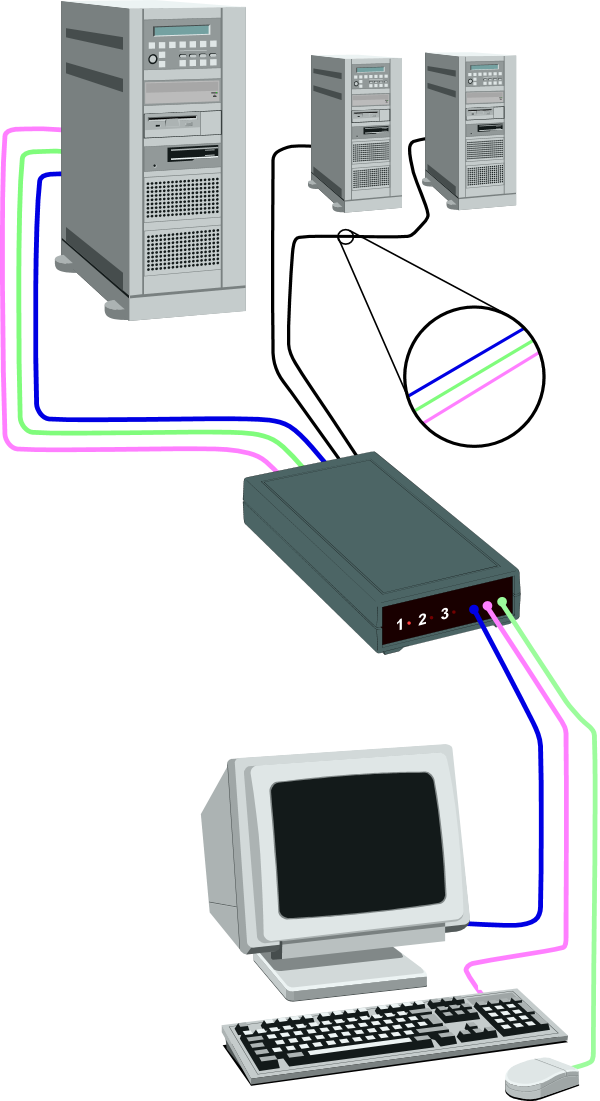
KVMスイッチの概念図

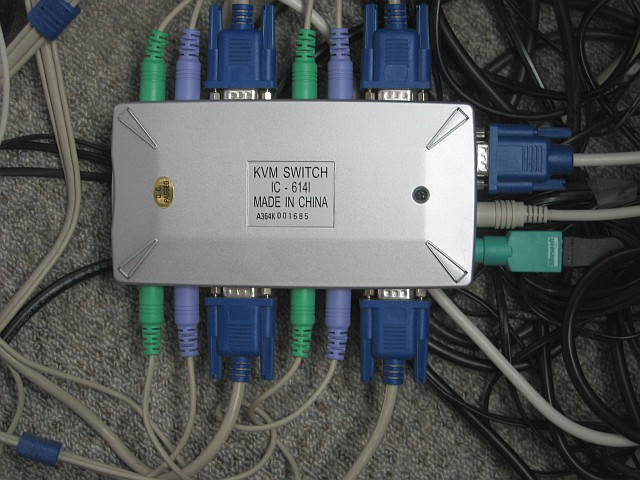
KVMスイッチの例

KVMスイッチ（英: KVM switch）は、ユーザーが複数のコンピュータを1組のキーボード、ディスプレイ、マウスから操作するためのハードウェアである。CPU切替器、PC切替器という名称も用いられる。"KVM" は Keyboard, Video (Visual unit), Mouse の略。複数のコンピュータがKVMに接続されているが、同時に操作できるコンピュータの数は限定されている。最近の機種では、USBデバイスやスピーカーも共有できるものもある。一部のKVMスイッチは逆方向にも働く。すなわち、1台のPCに複数組のディスプレイとキーボードとマウスを接続する。そのような使い方は一般的ではないが、オペレータが1つのコンピュータに複数の（互いに近い）位置からアクセスしたい場合に便利である。

## 使用法
ユーザーはディスプレイとキーボードとマウス1組をKVMスイッチに接続し、特殊なケーブル（通常はUSBとVGAを組み合わせたもの）でKVMスイッチと各コンピュータを接続する。切り替えはKVMスイッチにあるスイッチやボタンで行い、それによってディスプレイとキーボードとマウスをいずれかのコンピュータに接続して使う。多くの場合、キーボードからのコマンド入力でも切り替え可能である（Scroll Lock キーなど特定キーを2、3回素早く押下するなど）。
各機器は接続できるコンピュータの台数に違いがあり、2台から512台まで様々である。大企業向けの機器では、デイジーチェイン接続できるため、さらにたくさんのコンピュータを1組のキーボード、ディスプレイ、マウスに接続できる。
KVMスイッチは、複数のコンピュータがあるが、それぞれにキーボードやディスプレイやマウスを用意するのが大変な場合に便利である。特にデータセンターなどでは、ラックに多数のサーバが格納されており、個々にキーボードやディスプレイやマウスを配置するのは困難である。この場合、KVMスイッチと1組のキーボードとディスプレイとマウスがあれば、オペレータは任意のサーバに接続して使用することができる。家庭でも、複数台のPCを所有している場合にKVMスイッチが便利であり、ノートパソコン、タブレットPC、PDAなどの可搬デバイスを接続したり、WindowsマシンとMacintoshでディスプレイとキーボードとマウスを共有することもできる。

## 受動スイッチと能動スイッチ
KVMスイッチは本来、受動的な機械的デバイスであり、単に複数のケーブルを接続するコネクタの間をスイッチで繋いでいるだけで、今もそのような機器は非常に安価に販売されている。機械式スイッチは一般にノブをひねってコンピュータを切り返す。このようなKVMスイッチはあまり多数のコンピュータを接続することはできず、通常は2台から4台で、せいぜい12台が限界である。最近では機械式スイッチの代わりに能動的電子回路を使い、より多くのコンピュータを接続できるようになっている。
機械式KVMスイッチの問題点は、ある時点でキーボード等に接続していないコンピュータからは、キーボードやマウスが切り離されているように見えるという点である。通常これは問題にはならないが、マシンのブートの際にキーボードやマウスが接続されていないことを検出すると、ブートが失敗したり、予期しない構成（例えばマウスレス状態）で立ち上がるといったことが発生しうる。したがって、機械式KVMスイッチはマシンが自動的にリブートするような状況には適していない。
多くの能動（電子式）KVMスイッチは、周辺機器のエミュレーションを行っており、選択されていないコンピュータに対してあたかもキーボードやマウスやディスプレイが接続されているかのような信号を送る。したがって、不意のリブートにも対応できる。周辺機器エミュレーションはハードウェアが行っており、コンピュータ側が継続的な信号を要求するような場合にも対応できる。
機械式スイッチの場合によくある問題として、スイッチの接触不良で画面の表示が乱れたりキー押下を認識しないことがあり、スイッチのノブを小刻みに動かしたりしなければならないときがある。
能動KVMスイッチの問題として、信号を100%完全に伝えないことがあり、対象コンピュータ上でバグのような症状を発生させることがある。例えば、マルチメディアキーボードをKVMスイッチに接続した場合、コンピュータ側からはマルチメディアキーが認識できないことがある。また、Ubuntuなどのブート時のプラグアンドプレイによる周辺機器検出に強く依存しているOSでは、ディスプレイを間違って検出することがあり、800×600などの非常に低い解像度で起動してしまうことがある。

## ソフトウェアによる代替
ハードウェアのKVMスイッチの代替となるソフトウェアとして、Input Director、Synergy、Virtual Network Computing (VNC)、teleport、商用のMultiplicity、KaVoom、MaxiVista、PC Anywhere などがある。これらはソフトウェアで切り替えを行い、ユーザーの入力を通常のネットワーク経由で送信する。これは必要な配線の数を削減でき、画面上で切り換えることで複数のコンピュータを使っていることを忘れさせてくれるという利点がある。しかし問題もある。ソフトウェアで代替すると、各サーバやコンピュータに事前にそのソフトウェアをインストールしておく必要がある。当然ながらそのソフトウェアはOSが動作中でなければ動作できないので、OSのインストールやBIOSへのアクセスなどには使えない。また、そのコンピュータが高負荷状態になるとアクセスもままならなくなる。

## リモートKVM機器
コンピュータとコンソール（キーボード、ディスプレイ、マウス）を比較的はなれた場所に置く場合、リモートKVM機器を利用する。リモートKVM機器は近距離リモート型と KVM over IP 型がある。前者は例えば1つの建物内でのリモートアクセスを実現するもので、アナログKVMとも呼ばれる。後者はさらに遠隔からアクセス可能になるもので、デジタルKVMとも呼ばれる。

### 近距離リモート
近距離リモートKVM機器は、最大300m程度まで離れたコンピュータをユーザーの手元のコンソール（キーボード、ディスプレイ、マウス）から操作できる。この手の機器は標準のカテゴリー5ケーブルでコンピュータとユーザーを接続する。対照的に、KVM2USBのようにUSBとキーボードやディスプレイやマウスのケーブルの変換を行うデバイスでは、最大でも5mの距離でしか使えない。
カテゴリー5を使うKVM機器は、閉ざされたLAN環境で使うことを前提としており、独自プロトコルで通信する。このため「アナログKVM」と呼ばれることがある。後述する KVM over IP に比較すると、ユーザーが気づくようなレイテンシがないのが特徴である。
小型のインタフェース機器をコンピュータ側に接続する。その機器が信号をカテゴリー5ケーブルに適したフォーマットに変換し、ユーザー側のユーザーステーション機器に送る。ユーザーステーションはその信号をアナログ信号に変換してキーボード、ディスプレイ、マウスに接続する。カテゴリー5ケーブルを使って接続していても、その信号はイーサネットとは異なるため、通常のイーサネットのネットワークと相互接続することはできない。
近距離リモートKVMシステムは、256以上のアクセスポイントを設定でき、8000台以上のコンピュータにアクセスできる。KVM用ネットワークは専用であって安全であり、300mの範囲内で離れたコンピュータに自由にアクセス可能である。

### KVM over IP
KVM over IP デバイスは、専用のマイクロコントローラと特殊なビデオキャプチャハードウェアを使い、ビデオ信号、キーボード信号、マウス信号を捉え、圧縮してパケットに格納し、イーサネット上で送信し、受信側で展開してもとの信号に戻す。WAN、LAN、公衆交換電話網などの上でTCP/IPプロトコルを使って、遠隔から複数のコンピュータを操作できる。通常のネットワークを使うため、レイテンシが存在し、ユーザーには若干のタイムラグが感じられる。接続可能コンピュータ台数やユーザーアクセス数は上述の近距離リモートKVM（アナログKVM）よりも一般に少ない。
多くの場合、ウェブブラウザを使ってアクセスするが、専用のビューアソフトウェアを使った方が性能がよい。ただし、セキュリティには注意が必要である。多くの独自ビューアソフトが ActiveX や Java に依存していることも注意しなければならない。また、主要ベンダーは様々なライセンス条件で販売しており、ターゲットデバイス数で料金を設定しているベンダーやユーザー数で料金を設定しているベンダー、セッション数で料金を設定しているベンダーなどがある。
従来のリモート管理手法（例えば、VNCやターミナル サービス）に比較すると、リモートコンピュータ側に何らソフトウェアをインストールする必要がないという利点がある。したがって、BIOS設定やブートの監視などにも使える。KVM over IP アプライアンスは一般に128ビットのデータ暗号化を施している（TLSを利用）。
KVM over IP デバイスの実装は様々である。ディスプレイの表示をキャプチャするという面では、PCI用 KVM over IP カードをターゲットコンピュータに装着し、スクリーンスクレイピングのような技術を用いてバスマスタリングPCIカードがグラフィックスメモリバッファから直接画像データを引き出す。この場合、PCIカードが対象のグラフィックスチップが何なのかを知る必要があり、そのチップがどういうモードで動作しているか知っておく必要がある。そうすることでバッファの中身を正しく解釈し、画面を再構成できる。OPMA管理サブシステムカードなどで使われている新たな技術として、業界標準のDVIバスを使ってグラフィックスチップから直接ビデオデータを取り出す技法がある。キーボードやマウスのエミュレートにも様々な技法があるが、最近ではUSB接続のキーボードやマウスをエミュレートする実装が多い。

## 日本における市場動向
日本国内におけるKVMスイッチのシェアは2019年以降、1位エレコム、2位サンワサプライ、3位ラトックシステムの順番となっており、過去にはこのほかバッファローやコレガといったメーカーが挙がっている（BCN調べ）。